# Rundle Range National Park
Rundle Range National Park är en park i Australien. Den ligger i delstaten Queensland, omkring 470 kilometer nordväst om delstatshuvudstaden Brisbane.
Trakten runt Rundle Range National Park är nära nog obefolkad, med mindre än två invånare per kvadratkilometer.. Det finns inga samhällen i närheten.
I omgivningarna runt Rundle Range National Park växer huvudsakligen savannskog. Genomsnittlig årsnederbörd är 1 139 millimeter. Den regnigaste månaden är januari, med i genomsnitt 290 mm nederbörd, och den torraste är september, med 22 mm nederbörd.